# Friends (5.ª temporada)
A quinta temporada de Friends, uma série de comédia de situação americana criada por David Crane e Marta Kauffman, estreou na National Broadcasting Company (NBC) em 24 de setembro de 1998 com o episódio "The One After Ross Says Rachel". A série foi produzida pela Bright, Kauffman, Crane Productions em associação com a Warner Bros. Television. A temporada teve 24 episódios e foi concluída com "The One in Vegas" em 20 de maio de 1999.

## Elenco
| - Jennifer Aniston como Rachel Green - Courteney Cox como Monica Geller - Lisa Kudrow como Phoebe Buffay - Matt LeBlanc como Joey Tribbiani - Matthew Perry como Chandler Bing - David Schwimmer como Ross Geller - James Michael Tyler como Gunther - Helen Baxendale como Emily Waltham - George Newbern como Danny - Michael Ensign como Dr. Donald Ledbetter - Michael Rapaport como Gary | - Maggie Wheeler como Janice Hosenstein - Elliott Gould como Jack Geller - Christina Pickles como Judy Geller - Jane Sibbett como Carol Willick - Jessica Hecht como Susan Bunch - Giovanni Ribisi como Frank Buffay, Jr. - Debra Jo Rupp como Alice Knight - Morgan Fairchild como Nora Bing - June Gable como Estelle Leonard - Bob Balaban como Frank Buffay, Sr. - Tom Conti como Steven Waltham - Jennifer Saunders como Andrea Waltham - Zen Gesner como Dave - Sam Anderson como Dr. Harad - Patrick Fabian como Dan - T.J. Thyne como Dr. Oberman | - Iqbal Theba como o médico de Joey - Gary Collins como ele mesmo - Sam McMurray como Doug - Soleil Moon Frye como Katie - Willie Garson como Steve - Joanna Gleason como Kim Clozzi - Kristin Dattilo como Caitlin - Lilyan Chauvin como Grandma Tribbiani - Megan Ward como Nancy - Thomas Lennon como Randall - Jeanette Miller como a mulher velha - Julie Lauren como Krista - Scott Mosenson como the teacher - Sarah Rose Peterson como Elizabeth Hornswoggle - Michael Monks como Dr. Miller - Samantha Smith como Jen |

## Episódios
| N.º na série | N.º na temp. | Título original (Título em português)                                              | Dirigido por         | Escrito por                                                                   | Exibição original       | Cód. de produção | Audiência nos EUA (milhões) |
| --- | ------------ | ---------------------------------------------------------------------------------- | -------------------- | ----------------------------------------------------------------------------- | ----------------------- | ---------------- | --------------------------- |
| 98 | 1            | "The One After Ross Says Rachel" "Aquele Depois de Ross Dizer Rachel"              | Kevin S. Bright      | Seth Kurland                                                                  | 24 de setembro de 1998  | 467651           | 31,1                        |
| O casamento de Ross continua, mas a alegria nem tanto. Monica e Chandler tentam continuar seu namoro mas não conseguem nem um momento para ficarem a sós. |              |                                                                                    |                      |                                                                               |                         |                  |                             |
| 99 | 2            | "The One with All the Kissing" "Aquele com Todos os Beijos"                        | Gary Halvorson       | Wil Calhoun                                                                   | 1 de outubro de 1998    | 467652           | 25,4                        |
| As tentativas de Ross de se reconciliar com Emily passam desapercebidas. O namoro de Chandler e Monica é desafiado por sua regra "Não em Nova York". Monica se "responsabiliza" pelas relações amorosas de Rachel. Para esconder seu caso com Monica, Chandler beija as garotas. Rachel revela para Ross que ainda o ama. Enquanto isso, Phoebe se irrita com as histórias contadas de todos em Londres.                            |              |                                                                                    |                      |                                                                               |                         |                  |                             |
| 100 | 3            | "The One Hundredth" "Aquele do Centésimo"                                          | Kevin S. Bright      | David Crane e Marta Kauffman                                                  | 8 de outubro de 1998    | 467653           | 26,8                        |
| Phoebe segue rapidamente para o hospital, onde os trigêmeos nascem. Joey é hospitalizado em seguida - quando as dores que sente revelam-se cálculos renais. Rachel sem desconfiar do caso com Chandler, arranja um encontro entre Monica e um enfermeiro. |              |                                                                                    |                      |                                                                               |                         |                  |                             |
| 101 | 4            | "The One Where Phoebe Hates PBS" "Aquele em que Phoebe Odeia a PBS"                | Shelley Jensen       | Michael Curtis                                                                | 15 de outubro de 1998   | 467654           | 24,1                        |
| Phoebe fica chateada com a aparição de Joey no evento beneficente da PBS devido a um velho rancor que ela nutre pela rede de TV. Para encobrir seu namoro com Chandler, Monica diz a Rachel que está saindo com alguém do trabalho. Chandler se empolga ao descobrir que é a melhor transa de Monica e caçoa dela. Emily decide retornar para Nova York e ficar com Ross, porém, apenas com a condição de ele se afastar de Rachel. |              |                                                                                    |                      |                                                                               |                         |                  |                             |
| 102 | 5            | "The One with the Kips" "Aquele com o Kips"                                        | Dana DeValley Piazza | Scott Silveri                                                                 | 29 de outubro de 1998   | 467655           | 25,9                        |
| Monica e Chandler vão para Atlantic City para um final de semana sozinhos. Ross tenta dizer a Rachel que eles não poderão mais ser amigos quando Emily chegar a Nova York. |              |                                                                                    |                      |                                                                               |                         |                  |                             |
| 103 | 6            | "The One with the Yeti" "Aquele com o Pé Grande"                                   | Gary Halvorson       | Alexa Junge                                                                   | 5 de novembro de 1998   | 467656           | 25,0                        |
| Enquanto bisbilhotam no depósito do prédio, Monica e Rachel encontram um vizinho cabeludo que elas confundem a princípio com o Pé Grande. Para acalmar as coisas com Emily, Ross concorda em acabar com as lembranças de Rachel em seu apartamento. |              |                                                                                    |                      |                                                                               |                         |                  |                             |
| 104 | 7            | "The One Where Ross Moves In" "Aquele em que Ross se Muda"                         | Gary Halvorson       | Gigi McCreery e Perry Rein                                                    | 12 de novembro de 1998  | 467657           | 24,4                        |
| Com seu casamento acabado, Ross vai morar com Chandler e Joey. Rachel está convencida de que seu vizinho Danny está tentando seduzi-la com joguinhos. |              |                                                                                    |                      |                                                                               |                         |                  |                             |
| 105 | 8            | "The One with All the Thanksgivings" "Aquele com Todos os Dias de Ação de Graças"  | Kevin S. Bright      | Gregory S. Malins                                                             | 19 de novembro de 1998  | 467659           | 23,9                        |
| A turma relembra seus piores Dias de Ação de Graça. Phoebe volta a 1862. Histórias elaboradas são contadas para tentar descobrir a pior memória de Mônica. Chandler ainda está magoado com o divórcio dos pais, que se deu nessa mesma data, quando ainda era uma criança e Ross se lembra de seu segundo divórcio. |              |                                                                                    |                      |                                                                               |                         |                  |                             |
| 106 | 9            | "The One with Ross's Sandwich" "Aquele do Sanduíche do Ross"                       | Gary Halvorson       | Ted Cohen e Andrew Reich                                                      | 10 de dezembro de 1998  | 467658           | 23,0                        |
| Ross fica nervoso quando alguém do trabalho rouba seu sanduíche de sobras da ceia de Ação de Graças. Joey fica perturbado em saber do namoro de Monica e Chandler. |              |                                                                                    |                      |                                                                               |                         |                  |                             |
| 107 | 10           | "The One with the Inappropriate Sister" "Aquele com a Irmã Inapropriada"           | Dana DeValley Piazza | Shana Goldberg-Meehan                                                         | 17 de dezembro de 1998  | 467661           | 23,7                        |
| Monica manobra Rachel e Danny para que eles tenham um encontro. Mas Rachel pensa duas vezes nisso depois de observar a incomum relação próxima de Danny com sua irmã. Phoebe começa a trabalhar recolhendo donativos. Joey não consegue nenhum papel e passa a escrever. Chandler e Ross discutem sobre Joey. |              |                                                                                    |                      |                                                                               |                         |                  |                             |
| 108 | 11           | "The One with All the Resolutions" "Aquele com Todas as Resoluções"                | Joe Regalbuto        | História por : Brian Boyle Roteiro por : Suzie Villandry                      | 7 de janeiro de 1999    | 467660           | 27,0                        |
| Conforme o Ano Novo se aproxima, todos fazem promessas, algumas mais realistas do que outras. A promessa de Ano Novo de Ross faz com que ele use uma calça de couro quente...talvez quente demais. |              |                                                                                    |                      |                                                                               |                         |                  |                             |
| 109 | 12           | "The One with Chandler's Work Laugh" "Aquele com a Risada de Trabalho de Chandler" | Kevin S. Bright      | Alicia Sky Varinaitis                                                         | 21 de janeiro de 1999   | 467663           | 24,8                        |
| Monica descobre a risada falsa que Chandler reserva para as piadas ruins de seu chefe. Rachel está chateada porque Mônica não contou a ela sobre seu namoro. Chegam novidades a respeito dos planos de Emily de se casar novamente. |              |                                                                                    |                      |                                                                               |                         |                  |                             |
| 110 | 13           | "The One with Joey's Bag" "Aquele com a Bolsa do Joey"                             | Gail Mancuso         | História por : Michael Curtis Roteiro por : Seth Kurland                      | 4 de fevereiro de 1999  | 467662           | 24,9                        |
| Quando Rachel ajuda Joey a mudar sua imagem para ajudá-lo a conseguir um papel de ator, ela inclui em seu visual uma mala que mais parece uma bolsa de mulher. Phoebe fica chocada quando seu pai aparece no funeral de sua avó. Monica faz péssimas massagens e Chandler fica receoso em contar. |              |                                                                                    |                      |                                                                               |                         |                  |                             |
| 111 | 14           | "The One Where Everybody Finds Out" "Aquele em que Todos Descobrem"                | Michael Lembeck      | Alexa Junge                                                                   | 11 de fevereiro de 1999 | 467664           | 27,7                        |
| Quando Phoebe descobre o romance de Monica e Chandler, as meninas decidem testá-lo. O apartamento do Peladão do prédio da frente está para alugar e Ross quer alugá-lo. |              |                                                                                    |                      |                                                                               |                         |                  |                             |
| 112 | 15           | "The One with the Girl Who Hits Joey" "Aquele com a Garota que Bate no Joey"       | Kevin S. Bright      | Adam Chase                                                                    | 18 de fevereiro de 1999 | 467665           | 29,3                        |
| Quando Joey começa a sair com Katie, ele descobre que ela tem um soco doloroso. Ross tem problemas de se enturmar com os vizinhos. |              |                                                                                    |                      |                                                                               |                         |                  |                             |
| 113 | 16           | "The One with the Cop" "Aquele com o Policial"                                     | Andrew Tsao          | História por : Alicia Sky Varinaitis Roteiro por : Gigi McCreery e Perry Rein | 25 de fevereiro de 1999 | 467666           | 26,0                        |
| Phoebe encontra um distintivo policial dentro do sofá do Central Perk. Ao invés de devolvê-lo ela decide embarcar em uma campanha pelos "bons atos". Joey está nervoso por causa de um sonho romântico que teve com Monica. |              |                                                                                    |                      |                                                                               |                         |                  |                             |
| 114 | 17           | "The One with Rachel's Inadvertent Kiss" "Aquele com o Beijo Acidental de Rachel"  | Shelley Jensen       | Andrew Reich e Ted Cohen                                                      | 18 de março de 1999     | 467667           | 24,5                        |
| Depois de uma entrevista de trabalho, Rachel impulsivamente beija seu chefe em potencial na bochecha. Phoebe e Gary competem com Monica e Chandler pelo "romance mais quente". |              |                                                                                    |                      |                                                                               |                         |                  |                             |
| 115 | 18           | "The One Where Rachel Smokes" "Aquele em que Rachel Fuma"                          | Todd Holland         | Michael Curtis                                                                | 8 de abril de 1999      | 467668           | 21,9                        |
| Rachel começa a fumar em seu novo emprego como uma maneira de fazer contatos com a chefe. O filho de Ross, Ben, junta-se a Joey em um teste para um comercial de sopa. |              |                                                                                    |                      |                                                                               |                         |                  |                             |
| 116 | 19           | "The One Where Ross Can't Flirt" "Aquele em que Ross Não Consegue Flertar"         | Gail Mancuso         | Doty Abrams                                                                   | 22 de abril de 1999     | 467669           | 20,9                        |
| A avó italiana de Joey junta-se à turma para assistir sua estréia no programa "Lei e Ordem". Ross decide encomendar muitas pizzas para flertar com a entregadora. Chandler explica sobre cantadas para Monica. |              |                                                                                    |                      |                                                                               |                         |                  |                             |
| 117 | 20           | "The One with the Ride-Along" "Aquele do Passeio"                                  | Gary Halvorson       | Shana Goldberg-Meehan e Seth Kurland                                          | 29 de abril de 1999     | 467670           | 19,6                        |
| Conforme o casamento de Emily se aproxima, o grupo faz seu melhor para distrair Ross. Um tiro e um sanduíche de almôndega ocupam o palco principal quando os rapazes saem na ativa com o namorado policial de Phoebe. |              |                                                                                    |                      |                                                                               |                         |                  |                             |
| 118 | 21           | "The One with the Ball" "Aquele com a Bola"                                        | Gary Halvorson       | História por : Scott Silveri Roteiro por : Gregory S. Malins                  | 6 de maio de 1999       | 467671           | 20,9                        |
| Phoebe pede que Chandler convença Gary a não pedir que ela vá morar com ele. Para realizar um sonho de infância, Rachel compra um gato Sphinx que não se comporta como o planejado. |              |                                                                                    |                      |                                                                               |                         |                  |                             |
| 119 | 22           | "The One with Joey's Big Break" "Aquele com a Grande Chance de Joey"               | Gary Halvorson       | História por : Shana Goldberg-Meehan Roteiro por : Wil Calhoun                | 13 de maio de 1999      | 467672           | 21,3                        |
| Joey está empolgado com um papel principal em um filme que será filmado em Las Vegas - mas furioso com Chandler depois que ele confessa suas dúvidas de que essa será sua "grande chance". Ross tenta descobrir porque Phoebe está brava com ele. Rachel está com uma infecção ocular, porém, tem pavor que examinem seus olhos. |              |                                                                                    |                      |                                                                               |                         |                  |                             |
| 120 121 | 23 24        | "The One in Vegas" "Aquele em Vegas"                                               | Kevin S. Bright      | Ted Cohen e Andrew ReichGregory S. Malins e Scott Silveri                     | 20 de maio de 1999      | 467673 467674    | 25,9                        |
| Depois que as filmagens de seu filme são canceladas, Joey implora para que Chandler não o visite. Mas quando Monica decide celebrar o aniversário de um ano de namoro com Chandler em Vegas, ninguém quer ficar de fora. Joey tenta convencer um crupiê com mãos idênticas às suas a juntar-se a ele em um negócio. Jogando com Monica, Chandler faz a aposta de uma vida.                                                          |              |                                                                                    |                      |                                                                               |                         |                  |                             |